# Jakub Trefný
Jakub Trefný (ur. 12 marca 1981) – czeski zawodowy hokeista grający na pozycji obrońcy. Gra w klubie HC Energie Karlowe Wary. Od sezonu 2010-2011 uczestniczy w rozgrywkach ekstraligi czeskiej w hokeju na lodzie.